# Ленська Ірина
Іри́на Ле́нська (також протягом певного часу Омельченко) (* 1971) — українська спортсменка-спринтерка, спеціалізувалася в бігу на 100 і 400 метрів з перешкодами.

## Життєпис
Народилася 1971 року. Закінчила Львівський державний університет фізичної культури. Представляла команду Львівської області.
На Чемпіонаті України з легкої атлетики-1996 в бігу на 400 метрів з бар'єрами здобула срібну нагороду.
Виступала на Олімпіаді в Афінах — біг на 100 м з бар'єрами.
Емігрувала до Ізраїлю. Представляла спортивний клуб «Maccabi Rishon LeZion». Її донька Ольга Ленська (1992 р.н.) змагалася у спринті на Чемпіонаті світу 2009 року серед молоді.